# Dendrobium tangerinum
Dendrobium tangerinum är en orkidéart som beskrevs av Phillip James Cribb. Dendrobium tangerinum ingår i släktet Dendrobium, och familjen orkidéer. Inga underarter finns listade i Catalogue of Life.

## Bildgalleri

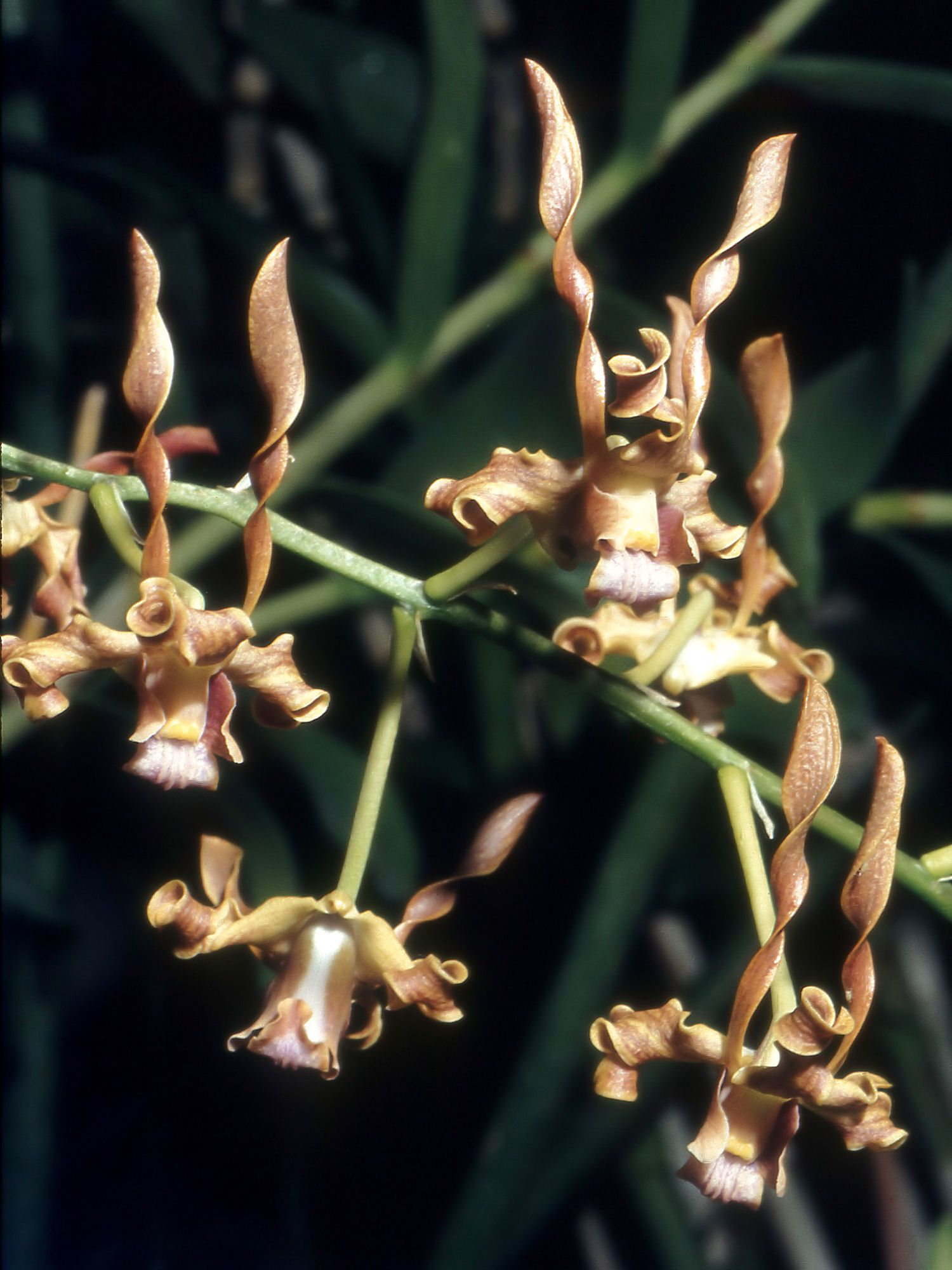
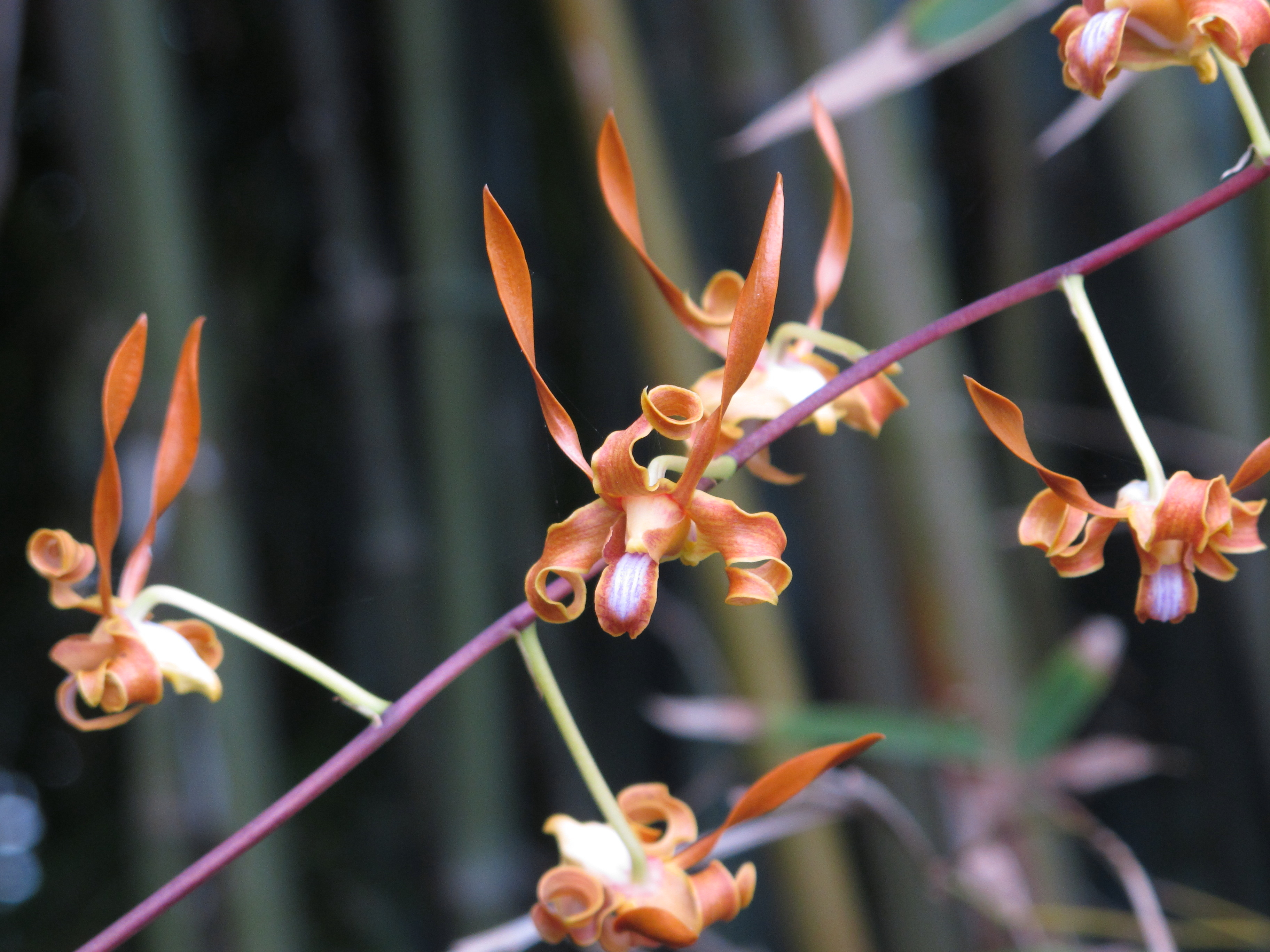
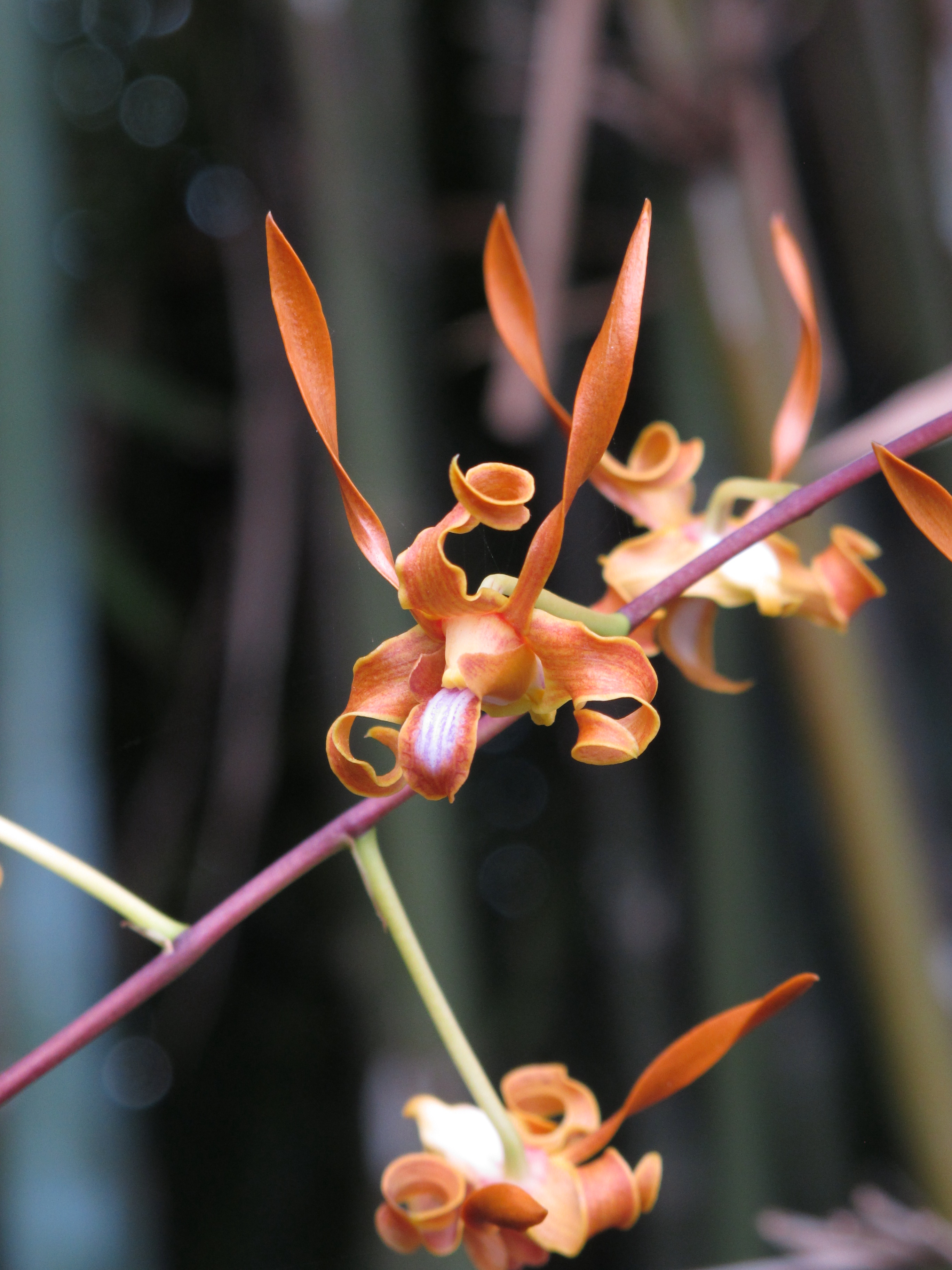
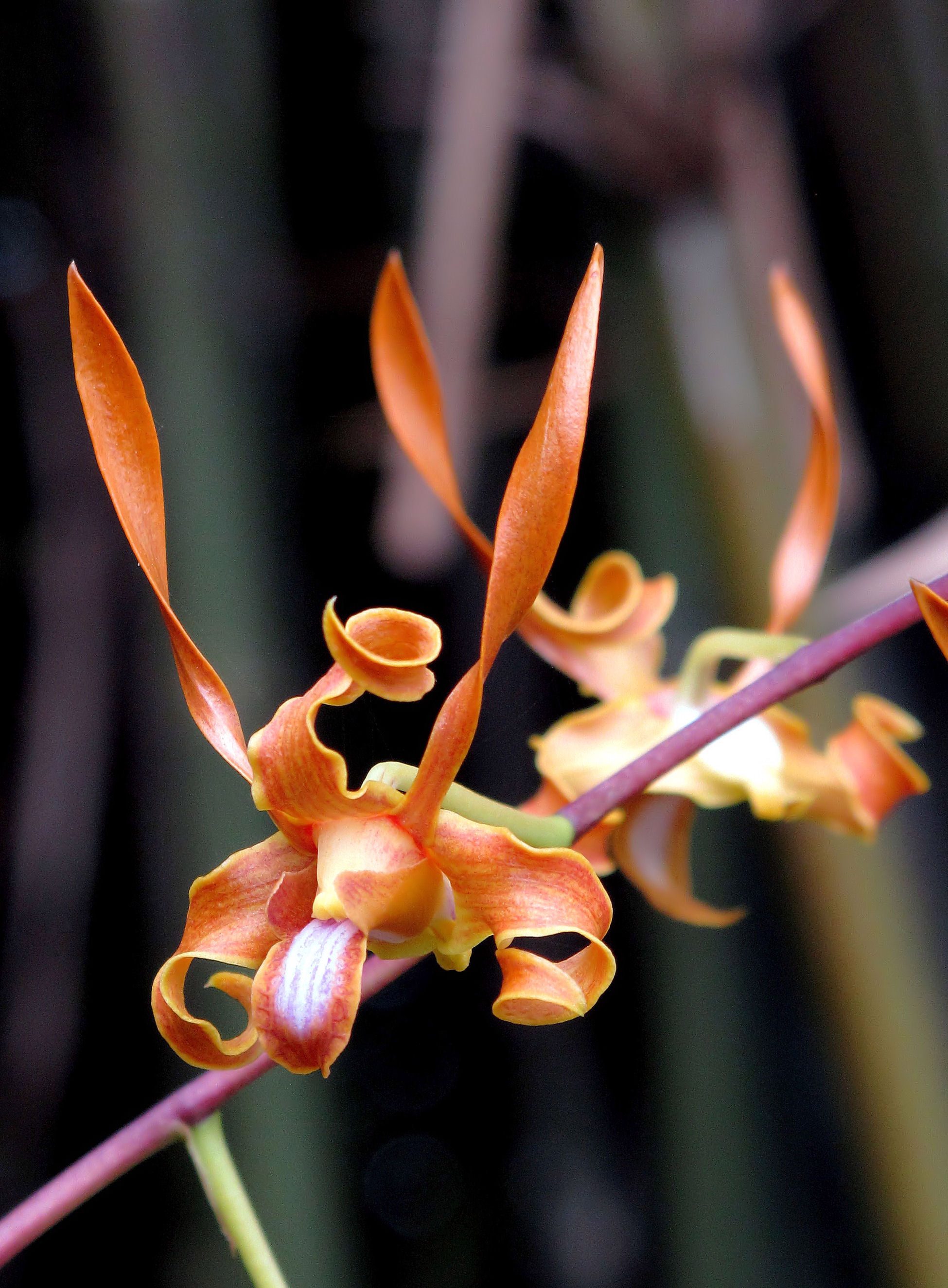